# Alex Osborn
Pour les articles homonymes, voir Osborn.
Alex Faickney Osborn (24 mai 1888 – 4 mai 1966) est un publicitaire américain, fondateur en 1919, avec Bruce Fairchild Barton et Roy Sarles Durstine, de l'agence de publicité américaine BDO qui, en fusionnant avec la George Batten Company, devient BBDO en 1928. À la faveur de cette fusion, il assume la vice-présidence exécutive de BBDO jusqu'à sa retraite en 1960.
Il a conçu le brainstorming (remue-méninges en français), technique d'idéation de groupe qu'il a lancée en 1940 pour promouvoir, avec succès, son agence auprès de ses clients et de ses futurs clients éventuels.
Il en dévoile la recette et les quatre règles de base en 1948 dans son livre Your Creative Power. How to Use Imagination to brighten life, to get ahead, livre plutôt orienté vers la créativité humaniste de développement personnel. Il y donne l'origine du mot brainstorming : les participants appelaient ces réunions créatives des brainstorm sessions parce qu'on s'attaque à un problème.
Avec Sidney Parnes (en), Alex Osborn a fait évoluer la méthode du brainstorming vers une méthode plus complète et plus structurée, le Creative Problem Solving.